# The Eye (film 2002)
The Eye è un film del 2002 diretto da Danny e Oxide Pang.

## Trama
(Wong Kar-Mun)
Mun è una ragazza di vent'anni cieca dall'età di due, che riacquista la vista grazie al provvidenziale intervento di un misterioso donatore di cornee. Tuttavia, quando Mun ricomincia a vedere si trova di fronte a visioni inquietanti e misteriose che rendono la sua vita un vero e proprio incubo. In seguito capirà che la ragione di tutto questo è che lei è in grado di vedere le anime dei morti che, vista la sua cecità, lei scambiava per persone reali. Mun è in grado di vedere non soltanto persone morte, ma anche creature vestite di nero e dal viso bianchissimo che accompagnano le anime, quando queste muoiono. Creduta pazza dalla maggior parte della gente, Mun trova aiuto e sostegno nella figura del suo giovanissimo medico curante Wah. Insieme a lui, scopre l'identità della donatrice di cornee e si reca nel villaggio dove questa viveva.
Qui scopre con orrore che la donatrice, Ling, era una ragazza dotata del poco invidiabile dono di prevedere la morte e quindi odiata e disprezzata come se fosse un mostro. Ora Mun ha i suoi occhi e di conseguenza vede le stesse cose della sfortunata ragazza. Anni prima Ling aveva previsto una terribile catastrofe nel suo villaggio, ma nessuno le aveva creduto, e di lì a poco il villaggio fu distrutto da un terribile incendio che distrusse tutto, a cui sopravvissero solo Ling e sua madre perché vivevano distanti dal villaggio. Tuttavia Ling, distrutta dai sensi di colpa, si impiccò. Sua madre non riuscì a perdonarle quel gesto e lo spirito di Ling non riuscì a trovare pace, costretta a ripetere ogni giorno il suo suicidio. Quando lo spirito di Ling possiede Mun, questa tenta nuovamente di impiccarsi, ma stavolta la madre riesce a salvarla in tempo riappacificandosi con lo spirito della figlia e quindi permettendole di riposare in pace.
Tuttavia sulla strada di casa, Mun e Wah rimangono bloccati in un enorme ingorgo stradale: la causa è una cisterna di gas che si è ribaltata. Durante l'attesa, Mun comincia a vedere decine di figure nere dal volto bianco che si muovono in mezzo alle automobili e capisce che la tragedia è imminente. In un allucinante déjà vu, Mun comincia a gridare alle persone bloccate nelle auto di fuggire, ma nessuno le dà ascolto, e quando il camion esplode soltanto lei e Wah riescono a salvarsi. Mun, tuttavia, torna nuovamente cieca a causa di alcune schegge vaganti. Ora però ha l'amore di Wah ed è consapevole che nel mondo ci sono tante cose belle.

## Produzione
Il film è stato girato a Hong Kong e Thailandia con un cast e una troupe interamente asiatici. Danny e Oxide Pang hanno affermato di essere stati ispirati, nello scrivere la sceneggiatura, da un articolo letto su un giornale di Hong Kong del 1989 riguardante una ragazza di 16 anni che aveva ricevuto un trapianto di cornea e si era suicidata una settimana dopo.
(Fratelli Pang)
La scena dell'incidente è basata su una reale esplosione di gas verificatasi a Petchburi Road di Bangkok il 24 settembre 1990, che uccise 90 persone, ne ferì 121 e distrusse 43 automobili, per un danno totale di 315 milioni di baht.

## Distribuzione
In Italia il film è stato distribuito dalla Eagle Pictures dal 16 maggio 2003. Il doppiaggio è stato effettuato presso la CDC Sefit Group e diretto da Alessandro Rossi, che ne ha anche adattato i dialoghi.

## Accoglienza
Sull'aggregatore Rotten Tomatoes il film riceve il 64% delle recensioni professionali positive con un voto medio di 6,06/10 basato su 104 critiche, con un giudizio generale che recita «una storia convenzionale di fantasmi con qualche genuino spavento». Su Metacritic ottiene un punteggio di 66/100 basato su 26 critiche, corrispondente a «recensioni generalmente favorevoli».

## Riconoscimenti
- 2002 - Golden Horse Film Festival[6]
  - Miglior attrice protagonista ad Angelica Lee
  - Migliori effetti visivi al Centro Digital Pictures Ltd.
  - Candidatura ai migliori effetti sonori a Oxide Pang, Sansab Team e Kantana Animation Co., Ltd
- 2002 - Sitges - Festival internazionale del cinema fantastico della Catalogna[7]
  - Miglior fotografia a Decha Srimantra
  - Candidatura al miglior film
- 2003 - Hong Kong Film Awards[8]
  - Miglior attrice protagonista ad Angelica Lee
  - Candidatura al miglior montaggio a Oxide Chun Pang e Danny Pang
  - Candidatura al miglior sonoro
  - Candidatura ai migliori effetti visivi a Wai Kit Leung
- 2003 - Hong Kong Film Critics Society Awards[9]
  - Film di merito